# Give Lee Give Lee Rock Lee
Give Lee Give Lee Rock Lee é um single de Hironobu Kageyama e Animetal USA lançado pela Sony Music Japan em 25 de abril de 2012.

## Produção
A música foi criada para ser a abertura do anime Rock Lee no Seishun Full-Power Ninden, um spin-off de Naruto. A composição ficou a cargo de Marty Friedman, que foi guitarrista do Megadeth. Já o arranjo foi feito por Chris Impellitteri, fundador da banda de heavy metal Impellitteri, e eleito o segundo guitarrista mais rápido de todos os tempos pela Guitar One Magazine. Apesar do single ser creditado ao Animetal USA, apenas Impelliteri e o vocalista Michael Vescera trabalharam na obra.
Kageyama e Vescera se conheceram por meio de seus trabalhos com músicas de anime, e, quando a banda americana foi ao Japão promover um álbum em 2011, conversaram pessoalmente, e, daí, nasceu a ideia de trabalharem juntos.
A música também foi disponibilizada para download em celulares 22 dias antes do lançamento do CD.
Kageyama disse que "foi uma honra tocar com o Animetal USA". Já Vescera disse que "estou orgulhoso de poder conectar o Japão e os EUA por meio de músicas de anime e com esta colaboração com Kageyama."

## Recepção
O single chegou à 179ª posição no Oricon Singles Chart.
Ao analisar a música, o CD Journal disse que "o time é invencível, e a melodia é alta e bela."

## Faixas
| N.º            | Título                                              | Letras         | Música         | Arranjo            | Duração |  |
| 1.             | "Give Lee Give Lee Rock Lee"                        | mildsalt       | Marty Friedman | Chris Impellitteri | 4:19    |  |
| 2.             | "Give Lee Give Lee Rock Lee (Animetal USA Version)" | mildsalt       | M. Friedman    | C. Impellitteri    | 4:25    |  |
| 3.             | "Give Lee Give Lee Rock Lee (TV Size Version)"      | mildsalt       | M. Friedman    | C. Impellitteri    | 1:34    |  |
| 4.             | "Give Lee Give Lee Rock Lee (Karaoke)"              | instrumental   | M. Friedman    | C. Impellitteri    | 4:17    |  |
| Duração total: | Duração total:                                      | Duração total: | Duração total: | Duração total:     | 14:35   |  |